# Alantoin
Alantoin je hemijsko jedinjenje sa formulom . Ovo jedinjenje se takođe naziva 5-ureidohidantoin ili glioksildiureid. To je diureid glioksilatne kiseline. Imenovan je po alantoisu, amniotskom embrioniskom ekskretornom organu, u kome se javlja u visokim koncentracijama tokom razvoja kod većine sisara, izuzev ljudi i viših primata. On je proizvod oksidacije mokraćne kiseline tokom purin katabolizma. Nakon rođenja, ovo jedinjenje je predominantan način ekskrecije azotnog otpada u urinu tih životinja. Kod ljudi i viših primata, metabolički put za konverziju mokraćne kiseline u alantoin nije prisutan, tako da se mokraćna kiselina izlučuje. Rekombinantna razburikaza se ponekad koristi kao lek da katalizuje tu metaboličku konverziju kod pacijenata. Kod riba, alantoin se razlaže dalje (u amonijak) pre ekskrecije. Alantoin je glavni metabolički intermedijar u mnogim drugim organizmima, uključujući biljke i bakterije.

## Primena
Alantoin je prisutan u botaničkim ekstraktima biljke gavez (lat. Symphytum) i urinu krava i većine sisara. Hemijski sintetizovan alantoin je identičan sa prirodnim, bezbedan, netoksičan, uporediv sa kozmetičkim sirovim materijalima i zadovoljava CTFA i SCI zahteve. Preko 10,000 patenta referenciraju alantoin. Proizvođači navode nekoliko blagotvornih efekata alantoina kao aktivnog kozmetičkog sastojka: vlažeći i keratolitički efekat, povišenje vodenog sadržaja ekstracelularnog matriksa i poboljšanje deskvamacije gornjih slojeva mrtvih ćelija kože, povećanje glatkoće kože; promovisanje ćelijske proliferacije i zarastanja rana; ublažujući, antiiritirajući i zaštitni efekti na koži putem formiranja kompleksa sa iritantima i senzibilizirajućim agensima. Ovaj materijal je često prisutan u pastama za zube, tečnostima za ispiranje usta i drugim proizvodima za oralnu higijenu, u šamponima, šminkama, antiakne proizvodima, sredstvima za zaštitu od sunca i drugim kozmetičkim i farmaceutskim proizvodima.

## Literatura
- Haas, Elson M. (1992). Staying Healthy With Nutrition: The Complete Guide to Diet and Nutritional Medicine. Celestial Arts. ISBN 978-0-89087-481-3.